# Rögbi az 1900. évi nyári olimpiai játékokon
Az 1900. évi nyári olimpiai játékokon a rögbiben három csapat részvételével két mérkőzést rendeztek. A mérkőzéseket október 14-én és október 28-án rendezték. Mindkét vesztes csapat ezüstérmes lett. A Nemzetközi Olimpiai Bizottság nem ismeri el hivatalos olimpiai programként.

## Éremtáblázat
(A rendező ország csapata eltérő háttérszínnel, az egyes számoszlopok legmagasabb értéke, vagy értékei vastagítással kiemelve.)
| Az 1900. évi nyári olimpiai játékok éremtáblázata rögbiben | Az 1900. évi nyári olimpiai játékok éremtáblázata rögbiben | Az 1900. évi nyári olimpiai játékok éremtáblázata rögbiben | Az 1900. évi nyári olimpiai játékok éremtáblázata rögbiben | Az 1900. évi nyári olimpiai játékok éremtáblázata rögbiben | Olimpia  |
| ---------------------------------------------------------- | ---------------------------------------------------------- | ---------------------------------------------------------- | ---------------------------------------------------------- | ---------------------------------------------------------- | -------- |
|                                                            | Ország                                                     | Arany                                                      | Ezüst                                                      | Bronz                                                      | Összesen |
| 1.                                                         | Franciaország (FRA)                                        | 1                                                          | 0                                                          | 0                                                          | 1        |
| 2.                                                         | Németország (GER)                                          | 0                                                          | 1                                                          | 0                                                          | 1        |
| 2.                                                         | Nagy-Britannia (GBR)                                       | 0                                                          | 1                                                          | 0                                                          | 1        |
|                                                            |                                                            |                                                            |                                                            |                                                            |          |
| Összesen                                                   | Összesen                                                   | 1                                                          | 2                                                          | 0                                                          | 3        |

## Érmesek
| Az 1900. évi nyári olimpiai játékok érmesei rögbiben | Az 1900. évi nyári olimpiai játékok érmesei rögbiben | Az 1900. évi nyári olimpiai játékok érmesei rögbiben | Az 1900. évi nyári olimpiai játékok érmesei rögbiben |
| --- | --- | --- | ---------------------------------------------------- |
| Arany | Ezüst | Ezüst | Bronz                                                |
| Franciaország (FRA) · Union des Sociétés Françaises de Sports Athlétiques | Németország (GER) · SC 1880 Frankfurt | Nagy-Britannia (GBR) · Moseley Wanderers | Nem adták ki                                         |
| Wladimir Aïtoff A. Albert Léon Binoche Jean Collas Jean-Guy Gauthier Auguste Giroux Charles Gondouin Constantin Henriquez Jean Hervé Victor Larchandet Hubert Lefèbvre Joseph Olivier Alexandre Pharamond Frantz Reichel André Rischmann Albert Roosevelt Émile Sarrade | Albert Amrhein Hugo Betting Jacob Herrmann Willy Hofmeister Hermann Kreuzer Arnold Landvoigt Hans Latscha Erich Ludwig Richard Ludwig Fritz Müller Eduard Poppe Heinrich Reitz August Schmierer Adolf Stockhausen Georg Wenderoth | F. C. Bayliss J. Henry Birtles James Cantion Arthur Darby Clement Deykin L. Hood M. L. Logan H. A. Loveitt Herbert Nicol V. Smith M. W. Talbot Joseph Wallis Claude Whittindale Raymond Whittindale Francis Wilson |                                                      |

## Eredmények
| 1900. október 14. |  | Franciaország (FRA) | 27 – 17 | Németország |  |  |
| 1900. október 14. |  |                     |         |             |  |  |

| 1900. október 28. |  | Franciaország (FRA) | 27 – 8 | Nagy-Britannia |  |  |
| 1900. október 28. |  |                     |        |                |  |  |

| Az 1900. évi nyári olimpiai játékok rögbitornájának olimpiai bajnoka |
| · FRANCIAORSZÁG · 1. cím                                             |
| -------------------------------------------------------------------- |